# Liza Marklund
Liza Marklund, właśc. Eva Elisabeth Marklund (ur. 9 września 1962 w Piteå) – szwedzka dziennikarka i autorka powieści kryminalnych. Popularność przyniosła jej seria książek, których bohaterką jest dziennikarka-detektyw Annika Bengtzon. Wiele powieści z tej serii zostało sfilmowanych.
Liza Marklund prowadzi kampanie przeciw przemocy wobec kobiet, bierze też aktywny udział w społecznych debatach dotyczących problemów demograficznych Norrlandii.
Autorka ma trójkę dzieci, jest mężatką.

## Twórczość
- Gömda (1995; powieść sfilmowana; współautor: Maria Eriksson)
- Asyl (2004; współautor: Maria Eriksson)
- Det finns en särskild plats i helvetet för kvinnor som inte hjälper varandra (2005)
- Pocztówkowi zabójcy (Postcard Killers, 2010; współautor: James Patterson): Wydawnictwo Albatros A. Kuryłowicz, 2011, ISBN 978-83-7659-531-3
- Farma pereł (Pärlfarmen), 2020

### Trylogia Kamiennego bagna
- Krąg polarny (tyt. oryg. Polcirkeln), Wydawnictwo Czarna Owca 2022, ISBN 978-83-8252-096-5
- Zimne bagno (tyt. oryg.  Kallmyren), Wydawnictwo Czarna Owca 2023, ISBN 978-83-8252-099-6
- Stormberget, 2003

### Cykl z Anniką Bengtzon
(w kolejności ukazywania się wydań oryginalnych)
- Rewanż (Sprängaren, 1998): Książnica, 2002, ISBN 83-7132-572-X
  - II polskie wydanie pod tytułem Zamachowiec: Wydawnictwo Czarna Owca, kwiecień 2010, ISBN 978-83-7554-167-0
- Studio Sex (Studio Sex, 1999; powieść sfilmowana): Jacek Santorski & Co Agencja Wydawnicza, 2006, ISBN 83-60207-24-0
- Raj (Paradiset, 2000; powieść sfilmowana): Wydawnictwo Czarna Owca, czerwiec 2010, ISBN 978-83-7554-205-9
- Prime time (Prime Time, 2001; powieść sfilmowana): Wydawnictwo Czarna Owca, październik 2010, ISBN 978-83-7554-225-7
- Czerwona Wilczyca (Den röda vargen, 2003; powieść sfilmowana): Wydawnictwo Czarna Owca, czerwiec 2011, ISBN 978-83-7554-311-7
- Testament Nobla (Nobels testamente, 2006; powieść sfilmowana): Wydawnictwo Czarna Owca, październik 2011, ISBN 978-83-7554-336-0
- Dożywocie (Livstid, 2007; powieść sfilmowana): Wydawnictwo Czarna Owca, kwiecień 2012, ISBN 978-83-7554-410-7
- Miejsce w słońcu (En plats i solen, 2008; powieść sfilmowana): Wydawnictwo Czarna Owca, sierpień 2012, ISBN 978-83-7554-395-7
- Granice (Du gamla, du fria, 2011): Wydawnictwo Czarna Owca, luty 2013, ISBN 978-83-7554-570-8
- Szczęśliwa ulica (Lyckliga gatan, 2013): Wydawnictwo Czarna Owca, kwiecień 2014, ISBN 978-83-7554-806-8
- Żelazna krew (Järnblod, 2015): Wydawnictwo Czarna Owca, listopad 2015, ISBN 978-83-8015-179-6